# 千葉県立成田北高等学校
千葉県立成田北高等学校（ちばけんりつ なりたきたこうとうがっこう）は、千葉県成田市玉造五丁目にある公立高等学校。略称「成北」（なりきた）。

## 設置学科
- 普通科

　※成田市内で唯一の、普通科のみを有する公立高等学校である。
2021年度より医療コースが設立され、3年次より医療に関連した授業を受講することが可能である。

## 沿革
- 1980年（昭和55年）4月 - 開校。

## 部活動
体育系
- サッカー（男・女）
- バスケットボール（男・女）
- バレーボール（男・女）
- ソフトテニス（女子）
- 硬式テニス（男子）
- バドミントン
- 空手道
- 柔道
- 剣道
- 弓道
- 硬式野球
- 卓球
- 陸上競技
- ゴルフ
- ハンドボール
- 少林寺拳法

文化系
- 軽音楽
- 写真
- 茶道
- 科学
- 吹奏楽
- 映画研究
- 書道
- 美術
- 演劇
- 英会話

## 姉妹校
オーストラリアにあるワガワガ高校と、夏休みに交換留学の制度がある。

## 交通
- 京成電鉄 成田空港線（成田スカイアクセス） - 成田湯川駅 徒歩10分
- 東日本旅客鉄道 - 成田駅
  - 成田駅西口 千葉交通 成田湯川駅行・成田北高校行バスで約10分（自転車通学の生徒が多い）

## 著名な出身者
- ティミィ・キーナン（元社会人野球選手）
- 西田三十五（佐倉市長）